# 埃伯利冰原島峰
76°18′S 143°15′W / 76.300°S 143.250°W
埃伯利冰原島峰（英語：Abele Nunatak）是南極洲的冰原島峰，位於瑪麗伯德地，處於哈奇森冰原島峰以東3公里，美國地質調查局根據測量和該國海軍的空中照片繪入地圖，現時由南極條約體系管理。